# Pierre Pincemaille
Pierre Pincemaille (8. prosinec 1956 Paříž – 12. ledna 2018 Suresnes) byl francouzský varhaník, improvizátor a pedagog.

## Život
V letech 1971 až 1979 studoval na pařížské konzervatoři, kde získal první ceny v oborech: harmonie (profesor Henri Challan), dějiny hudby a kontrapunkt (prof. Jean-Claude Raynaud), a fuga (prof. Marcel Bitsch), a varhany (Rolande Falcinelli).
V roce 2005 byl jmenován profesorem hry na kontrapunkt na Pařížské konzervatoři. V roce 1987 Pincemaille vystřídal Henri Heurtel ve funkci titulárního varhaníka Bazilika Saint-Denis, kde působil až do své smrti. Uskutečnil více než 1000 varhanních koncertů v Evropě, Spojených státech i Kanadě. Pincemaille se proslavil svými improvizacemi, v kostelech i na koncertech. Jako pedagog vychoval jedna generace znamenitých varhaníků. Mezi jeho žáky byli např. David Cassan, Thomas Lacôte, Samuel Liégon, Thomas Ospital, Martin Grégorius a Stephane Mottoul.
Zemřel 12. ledna 2018 v Suresnes nedaleko Paříže.

## Ocenění díla
- V roce 2003 jí byla udělena hodnost rytíře Řádu akademických palem ;
- V roce 2006 jí byla udělena hodnost rytíře Řádu umění a literatury ;
- V roce 2007 jí byla udělena hodnost rytíře Řádu svatého Řehoře Velikého.

## Dílo
- Kompletní varhanní práce Maurice Duruflé – Bonn–Beuel (Allemagne) – 2000 – Motette 12541.
- Kompletní varhanní práce César Franck – Bazilika svatého Saturnina z Toulouse – Solstice – listopad 2005 – SOCD 231–232.
- Deset symfonií Charles-Marie Widor – 2000 – Solstice SOCD 181–185.
- Improvisations – Preludium, ricercare a Pestré Vánoce, Vysoká hmotnost – Bazilika Saint-Denis, listopad 1994 – Éditions Lade ELCD 015.